# نشاط حركي
النشاط الحركي هو مقياس لسلوك الحيوانات يُستخدم في الأبحاث العلمية.
فرط الحركة (المعروف أيضًا باسم فرط النشاط الحركي أو فرط النشاط أو النشاط الحركي المتزايد) هو تأثير تسببه بعض الأدوية في الحيوانات، يؤدي إلى زيادة النشاط الحركي. تُحفز هذه الحالة عن طريق أدوية معينة مثل المنشطات النفسية ومضادات مستقبلات «إن إم دي إيه»، بينما يمكن عكسها بأدوية أخرى مثل مضادات الذهان وبعض مضادات الاكتئاب. يُعتقد أن تحفيز النشاط الحركي ينتج عن زيادة الإشارات في منطقة النواة المتكئة في الدماغ، وهي منطقة رئيسية مسؤولة عن تفعيل السلوكيات والسلوكيات الدافعة.
نقص الحركة (المعروف أيضًا باسم نقص النشاط الحركي أو نقص النشاط أو النشاط الحركي المنخفض) هو تأثير تسببه بعض الأدوية في الحيوانات، يؤدي إلى انخفاض النشاط الحركي. تُعد هذه الحالة تأثيرًا مميزًا للعديد من العوامل المهدئة والمخدرات العامة. يمكن أن ينتج هذا التأثير أيضًا غالبًا كأثر جانبي لمضادات الذهان (وهي مضادات مستقبلات الدوبامين) والعديد من العوامل السيروتونينية مثل ميتا-كلوروفينيل بيبيرازين «إم سي بيه بيه».
رغم أن النشاط الحركي يُستخدم بشكل رئيسي كاختبار لسلوك الحيوانات، إلا أنه تم تقييمه أيضًا لدى البشر. يُظهر الأفراد المصابون باضطراب نقص الانتباه مع فرط الحركة «إيه دي إتش دي»، أو الذين يمرون بمرحلة الهوس من الاضطراب ثنائي القطب، أو الذين يتعاطون الأمفيتامينات الحادة، أو المصابون بالفصام زيادةً في النشاط الحركي. في المقابل، يظهر الأطفال المصابون بالتوحد انخفاضًا في النشاط الحركي. على العكس من ذلك، يُلاحظ انخفاض النشاط الحركي لدى الأفراد المصابين بالاضطراب ثنائي القطب الذين يتناولون مثبتات المزاج، وقد يكون هذا الانخفاض عرضًا مميزًا من النوع غير المنتبه من اضطراب فرط النشاط ونقص الانتباه (الغفلة السائدة) «إيه دي إتش دي- بيه آي» وحالات التباطؤ الإدراكي.

## الأدوية المؤثرة على النشاط الحركي

### العوامل المؤثرة على الدوبامين

#### العوامل المحفزة لإفراز الدوبامين
يُحفز فرط الحركة عن طريق العوامل المطلقة لإفراز الدوبامين «دي آر إيه إس» والمنشطات النفسية مثل أمفيتامين وميثامفيتامين. تُسبب هذه الأدوية أيضًا ظهور سلوكيات نمطية لدى الحيوانات.

#### مثبطات استرداد الدوبامين
تزيد مثبطات استرداد الدوبامين «دي آر آي إس» مثل أمينبتين وبوبروبيون ونوميفينسين من النشاط الحركي التلقائي لدى الحيوانات. يُحفز الكوكايين (وهو أيضًا من مثبطات استرداد الدوبامين) النشاط الحركي بشكل مشابه للمثبطات المذكورة وللأمفيتامينات. من الجدير بالذكر أن مثبط الاسترداد غير النمطي مودافينيل لا يُنتج فرط حركة لدى الحيوانات.

#### ناهضات مستقبلات الدوبامين
تظهر ناهضات مستقبلات الدوبامين المباشرة مثل آبومورفين تأثيرات ثنائية الطور، فهي تُقلل النشاط الحركي عند الجرعات المنخفضة، وتزيده عند الجرعات العالية.

#### مضادات مستقبلات الدوبامين
يمكن عكس فرط الحركة الناجم عن الأدوية باستخدام أدوية مختلفة مثل مضادات الذهان التي تعمل كمضادات لمستقبلات الدوبامين-دي 2. استُخدم عكس فرط الحركة الناتج عن الأدوية كاختبار حيواني لتقييم النشاط الشبيه بمضادات الذهان للأدوية. يُستخدم أيضًا عكس السلوكيات النمطية التي تسببها الأمفيتامينات أو مضادات مستقبلات «إن إم دي إيه» كاختبار لتقييم هذا النشاط.

### العوامل الأدرينالية

#### العوامل المحفزة لإفراز النورإبينفرين
تشمل العوامل المحفزة لإفراز النورإبينفرين الانتقائية «إن آر إيه إس» أدوية مثل إفيدرين، وسودوإفيدرين، وفينيلبروبانولامين، وليفوميثامفيتامين، ودي-فينيل ألانينول. مع ذلك، تُطلق هذه الأدوية كمية أقل بكثير من الدوبامين (على سبيل المثال، بقوة تقل بحوالي 10 أضعاف).
يُحفز إفيدرين بشكل ثابت النشاط الحركي عند القوارض. مع ذلك، قد يكون فرط الحركة الناجم عن إفيدرين مُتوسطًا عن طريق إفراز الدوبامين بدلًا من النورإبينفرين. من ناحية أخرى، يؤدي إتلاف النظام النورأدرينالي في الدماغ باستخدام السم العصبي «دي إس بي-4» إلى تقليل فرط الحركة الناتج عن ديكستروميثامفيتامين. بالإضافة إلى ذلك، يعمل برازوسين (وهو مضاد انتقائي لمستقبلات الأدرينالية من النوع ألفا-1) على تثبيط فرط الحركة الناتج عن الأمفيتامين. من ناحية أخرى، يؤدي تعطيل مستقبلات الأدرينالية من النوع ألفا-1 بي إلى تقليل كبير لفرط الحركة الذي يسببه ديكستروميثامفيتامين. على عكس إفيدرين وأمفيتامين، فإن سودوإفيدرين وفينيلبروبانولامين لا يحفزان النشاط الحركي لدى القوارض. مع ذلك، أظهرت دراسة أخرى أن سودوإفيدرين قادر على زيادة النشاط الحركي. من العوامل المحتملة التي قد تؤثر على نتائج الدراسات الخاصة بمركبات بيتا-هيدروكسي أمفيتامينات مثل فينيلبروبانولامين، وإفيدرين، وسودوإفيدرين، هي انخفاض قابليتها للذوبان في الدهون مقارنةً بنظيراتها من الأمفيتامينات، مما يقلل من قدرتها على عبور الحاجز الدموي الدماغي وإحداث تأثيرات على الجهاز العصبي المركزي.
على العكس من ذلك، وُجد أن فعالية العوامل المحفزة لإفراز أحادي الأمين «إم آر إيه إس» في إحداث تأثيرات ذاتية شبيهة بالأمفيتامين لدى البشر ترتبط بقدرتها على تحفيز إفراز النورإبينفرين، وليس مع قدرتها على تحفيز إفراز الدوبامين. بالإضافة إلى ذلك، بدا أن التعاطي الذاتي للميثامفيتامين مقاوم نسبيًا للتثبيط بواسطة مضادات مستقبلات الدوبامين. تظهر النتائج المتعلقة بتعديل المنطقة السقيفية البطنية بواسطة النواة الزرقاء النورأدرينالية تناقضًا، إذ تشير إلى أدوار محفزة ومثبطة في الوقت ذاته. يبدو أن مستقبلات الأدرينالية من النوع ألفا-1 تلعب دورًا تسهيليًا، بينما تعمل مستقبلات ألفا-2 الأدرينالية بشكل تثبيطي، أما مستقبلات بيتا الأدرينالية فلا يبدو أنها تلعب دورًا. هناك حاجة إلى إجراء أبحاث إضافية لدراسة دور النورإبينفرين في التعديل الدوباميني والتأثيرات الشبيهة بالمنشطات.
على عكس الفئران الطبيعية، تفقد المنشطات النفسية مثل الأمفيتامين وبيتا-فينيثيلامين وميثيلفينيدات قدرتها على رفع مستويات الدوبامين في الدماغ (دون التأثير على النورإبينفرين) لدى الفئران المعدلة وراثيًا التي تفتقد ناقل الدوبامين «دي إيه تي»، كما لوحظ انخفاض النشاط الحركي لدى هذه الفئران. من المفارقة أن الكوكايين يحتفظ بتأثيراته التعزيزية في الفئران المعدلة وراثيًا، بينما لا يزال الكوكايين والأمفيتامين قادرين على زيادة الدوبامين في النواة المتكئة الإنسية لهذه الفئران. وُجد أيضًا أن عقار ريبوكسيتين (مثبط استرداد النورإبينفرين) يرفع مستويات الدوبامين في النواة المتكئة لدى الفئران المعدلة وراثيًا ولكن ليس لدى الفئران الطبيعية، مما يشير إلى أن تأثيرات ارتفاع النورإبينفرين قد تغيرت في أدمغة الفئران المعدلة.
في حين يُعتبر ديكستروميثامفيتامين عاملًا متوازنًا لإطلاق النورإبينفرين والدوبامين «إن دي آر إيه»، فإن ليفوميثامفيتامين هو عامل إطلاق انتقائي للنورإبينفرين «إن آر إيه». يتمتع ليفوميثامفيتامين بفعالية مماثلة لعملية إطلاق النورإبينفرين مقارنةً بديكستروميثامفيتامين. على النقيض، يقل فعالية ليفوميثامفيتامين بحوالي 15 إلى 20 مرة في تحفيز إفراز الدوبامين مقارنةً بنظيره الديكستروميثامفيتامين. تماشيًا مع ذلك، وُجد أن ليفوميثامفيتامين يُحفز إفراز النورإبينفرين في الدماغ بشكل انتقائي مع تأثير ضئيل على إفراز الدوبامين في نطاق جرعات محددة لدى القوارض. لم يَزد النشاط الحركي لدى هذه الحيوانات عند الجرعات المختبرة، حيث لم يتأثر إفراز الدوبامين الدماغي. في المقابل، أدى ديكستروميثامفيتامين في نفس الجرعات إلى زيادة مستويات النورإبينفرين والدوبامين مع تحفيز فرط النشاط الحركي المعتمد على الجرعة. يُظهر ليفوميثامفيتامين تأثيرات محاكية للودي مشابهة لديكستروميثامفيتامين، لكنه أقل فعالية بشكل ملحوظ كمنشط نفسي لدى الحيوانات. كما أظهرت الدراسات على قرود الريسوس انخفاضًا في التأثيرات التعزيزية والتأثيرات الشبيهة بالمنشطات لليفوميثامفيتامين مقارنةً بديكستروميثامفيتامين.
أشارت الدراسات الحيوانية على العوامل المطلقة للدوبامين «دي آر إيه إس» - التي تختلف في قدرتها على إفراز النورإبينفرين والسيروتونين - في القوارض والقرود إلى أن إفراز السيروتونين يثبط التأثيرات التعزيزية والتأثيرات الشبيهة بالمنشطات لهذه العوامل، في المقابل، يُظهر إفراز النورإبينفرين تأثيرًا ضئيلًا على قابلية إساءة استخدامها أو التأثيرات المرتبطة بها.